# Лазаренко, Фёдор Михайлович
Фёдор Михайлович Лазаренко (8 февраля (22 февраля) 1888 года, Глухов — 16 ноября 1953 года, Чкалов (ныне — Оренбург)) — советский гистолог, педагог, с 1946 года — член-корреспондент Академии медицинских наук СССР, автор метода культивирования тканей in vivo.

## Биография
Родился 8 февраля 1888 года в городе Глухове в семье Михаила Лазаренко, учителя истории в местной гимназии, и Марии Семёновны Лазаренко.
Школьное восьмилетнее образование Ф. М. Лазаренко получил в мужской классической гимназии. Его одноклассником был будущий поэт и журналист Владимир Иванович Нарбут. По окончании гимназии Ф. М. Лазаренко решил продолжить учёбу в Петербургском университете, но в связи со смертью отца поступление пришлось отложить на семь лет, в течение которых он, переехав с матерью в Петербург, зарабатывал частными уроками. Только в 1913 году он был зачислен на естественное отделение физико-математического факультета Петербургского университета.
В 1914 году Ф. М. Лазаренко стал специализироваться по гистологии на кафедре, возглавляемой Александром Станиславовичем Догелем. Непосредственным научным руководителем студента был Алексей Алексеевич Заварзин, в то время ассистент кафедры гистологии. Впоследствии Ф. М. Лазаренко очень тепло отзывался как о работе в этот период, во многом привившей ему качества будущего исследователя, так и о самом руководителе, педантичном в работе и по-дружески простом в общении, а также не лишённом чувства юмора.
Также в этот период была написана первая крупная работа Ф. М. Лазаренко «К вопросу о переходе мышц в сухожилия и о строении сарколеммы», получившая положительную оценку А. С. Догеля. Окончание обучения пришлось на период революции, вследствие чего Ф. М. Лазаренко не получил в своё время диплом о высшем образовании.
По окончании университета в 1918 году Ф. М. Лазаренко получил приглашение занять место преподавателя в Пермском университете, где А. А. Заварзин стал в то время заведующим кафедрой. В том же году, уже в Перми, Ф. М. Лазаренко женился на Антонине Григорьевне Амосовой, дочери преподавателя глуховской гимназии.

Осенью 1918 года к Алексею Алексеевичу и ко всем нам приехал новый ассистент Ф. М. Лазаренко. Ф. М. Лазаренко внёс много тепла и уюта в нашу жизнь. На редкость хороший товарищ, он ещё больше сплотил нас в дружную компанию, лозунгом которой было — все за одного, один за всех. Его хозяйственная и техническая сметка очень помогли устройству лаборатории: то классная доска из больших толстых листьев матового стекла, которые он неизвестно откуда добыл; то портреты учёных, для рисования которых он приспособил художника; то какие-то стеклянные баночки и посуда всех сортов и разборов, добывавшаяся им из каких-то никому неведомых складов; то разные усовершенствования в педагогике, которая, кстати говоря, нашими общими усилиями, под постоянным присмотром самого А. А. Заварзина, была поставлена весьма обстоятельно.

Пермский университет был организован всего двумя годами ранее, и колоссальные трудности в его становление и организацию работы вносила Гражданская война. С декабря 1918 года часть преподавателей и студентов были мобилизованы белым правительством, а летом 1919 года личный состав Пермского университета был эвакуирован в Томск, разместившись в стенах Томского университета. После победы Красной армии в 1920 году началась реэвакуация. В период работы в Перми Ф. М. Лазаренко кроме постоянной научной и педагогической работы осуществлял активную организационно-хозяйственную деятельность.
В 1926 году Ф. М. Лазаренко переезжает в Ленинград, где занимает должность ассистента кафедры гистологии в 1-м Ленинградском медицинском институте. Одновременно он вёл занятия по гистологии в Военно-медицинской академии, а также работал по совместительству научным сотрудником онкологического института под руководством Николая Григорьевича Хлопина в цитологической лаборатории. Так как получить должность профессора в Ленинграде не представлялось возможным, в 1930 году Ф. М. Лазаренко участвовал в конкурсе на вакантную должность заведующего кафедрой гистологии Средне-Волжского сельскохозяйственного института в Самаре, которую он впоследствии получил. Однако с осени того же года кафедра была переведена в Оренбург, войдя в состав организующегося сельскохозяйственного института.
Начинать работу в новом институте приходилось с нуля, однако Ф. М. Лазаренко уже имел опыт в подобных вопросах, вследствие чего кафедра гистологии в короткий срок стала одной из ведущих в плане технического обеспечения. Активная работа была продолжена и в период Великой Отечественной войны (призыву на фронт Ф. М. Лазаренко не подлежал по возрасту), что впоследствии было отмечено орденом «Знак Почёта» и медалью «За доблестный труд в Великой Отечественной войне 1941—1945 гг.».
Важную роль Ф. М. Лазаренко сыграл в организации медицинского института, возглавив инициативную группу, задачей которой было обосновать перед областным руководством возможность и необходимость его открытия. В результате в 1944 году на базе эвакуированного Харьковского мединститута был открыт Чкаловский медицинский институт (название Оренбурга в 1938—1957 годах — Чкалов), в котором Ф. М. Лазаренко стал первым заместителем директора по учебно-научной части, что подразумевало ведение организационной работы. Им же была в кратчайшие сроки обустроена и возглавлена кафедра гистологии. Ф. М. Лазаренко участвовал также в общественной жизни— с 1935 года в течение 12 лет его избирали членом Советов депутатов трудящихся городского и областного уровней.
По воспоминаниям современников, в лекциях Ф. М. Лазаренко всегда привлекала его широкая эрудиция и профильность подачи материала, дающая о себе знать на его лекциях по одной теме в институтах сельскохозяйственном, педагогическом и медицинском.
В 1946 году Ф. М. Лазаренко был удостоен звания члена-корреспондента Академии медицинских наук СССР по отделению медико-биологических наук. В 1949 году при нём на кафедре гистологии была организована аспирантура, куда в 1950 году поступил А. А. Заварзин — младший. В последние годы жизни Ф. М. Лазаренко продолжал работать в сельскохозяйственном и медицинском институтах, ведя подготовку научно-преподавательских кадров.
16 ноября 1953 года Ф. М. Лазаренко скончался. Он был похоронен на христианском кладбище в центре Оренбурга. Детей у Фёдора Михайловича и Антонины Григорьевны Лазаренко не было.

## Научная деятельность
Основные научные достижения Ф. М. Лазаренко касаются области гистологии соединительной ткани и эпителиально-соединительнотканных взаимоотношений. Работа по данной тематике была начата в 1919 году в Перми. В 1925 году им были опубликованы две крупные статьи в немецких морфологических журналах, посвящённые строению крови и соединительной ткани («Die morphologische Bedeutung der Blut und Bindgewebs elemente der Insect»), а также вопросам регенерации («Ein interessanter Fall der Regeneration eines Hautsinnersorgan bej der Larve von Orictes Nasicornes»), выполненные на жуке-носороге.
По применённой методике эти работы были единственными в своём роде. Им было установлено, что межклеточное вещество соединительной ткани насекомых производится клетками гемолимфы, были исследованы очаги кроветворения и закономерности гемопоэза. Также была прослежена связь эпителия и соединительной ткани в процессе заживления, для чего был применён ряд экспериментальных методов. Одним из методов было создание очагов асептического воспаления путём введения целлоидиновых трубочек в полость тела. Эти исследования стали одним из источников, послуживших в формировании А. А. Заварзиным теории параллелизма в эволюции тканей.
В период работы в Ленинграде Ф. М. Лазаренко осваивает метод тканевых культур, изучая нормальные и опухолевые клетки. В дальнейшем им был разработан метод культивирования тканей в живом организме (in vivo). Для этого измельчённые фрагменты органа донора помещались в подкожную клетчатку организма-реципиента вместе со стерильными кусочками целлоидина, что способствовало развитию асептического воспаления. Условия воспалительного очага оказались благоприятными для роста тканевой культуры, а нахождение в организме обеспечивало приближенные к естественным взаимодействия с окружающими тканями.
Хотя данный метод не учитывает иммунологических взаимоотношений между организмом и инородной тканью, принципы которых тогда не были известны, в своё время эти исследования продвинули вперёд развитие экспериментальной гистологии. С использованием метода культивирования тканей in vivo было показано существование прехордальной эмбриональной закладки у позвоночных. Также были получены данные об эпителиальной природе клеток стромы тимуса. Результаты работы были изложены в монографии, завершённой и подготовленной в печать после смерти Ф. М. Лазаренко группой академиков АМН СССР, вышедшей под названием «Закономерности роста и превращения тканей и органов в условиях культивирования (имплантации) их в организме». За эту монографию Ф. М. Лазаренко был удостоен (посмертно) премии АМН СССР им. Б. И. Лаврентьева.